# Last Hill
Der Last Hill (englisch für Letzter Hügel) ist ein 350 m hoher Hügel auf der Trinity-Halbinsel im Norden des Grahamlands auf der Antarktischen Halbinsel. Er ragt 6 km südsüdwestlich der Hope Bay und 3 km östlich des Nordostufers der Duse Bay auf der Tabarin-Halbinsel auf. Besondere Merkmale dieses Hügels sind seine auffällige Gipfelkrone und ein Kliff an der Nordflanke.
Wahrscheinlich entdeckten ihn Teilnehmer der Schwedischen Antarktisexpedition (1901–1903) unter der Leitung Otto Nordenskjölds. Wissenschaftler des Falkland Islands Dependencies Survey nahmen 1946 eine erste Kartierung und die Benennung vor. Namensgebend ist der Umstand, dass dieser Hügel den letzten Anstieg auf der Route zwischen der Hope Bay und der Duse Bay markiert.